# Escuadrón de Comunicaciones Blindado 1
El Escuadrón de Comunicaciones Blindado 1 (Esc Com Bl 1) es una unidad de comunicaciones del Ejército Argentino. Con asiento en la Guarnición de Ejército «Tandil», provincia de Buenos Aires. Es la unidad de comunicaciones de la I Brigada Blindada «Brigadier General Martín Rodríguez».

## Historia
El unidad fue creada en 1924. Tuvo diferentes asientos y nombres. En 1964 se radicó en Tandil.
En 1978 se movilizó a la localidad de Toay por la crisis con Chile. En 1982 se desplazó a Viedma por la guerra de las Malvinas.